# Miriam Bryant
Miriam Melanie Bryant (Göteborg, 8 marzo 1991) è una cantautrice svedese.

## Biografia
Di padre britannico e madre finlandese, è stata influenzata dalla melodie di questi ultimi, tanto che, nel novembre 2011, inizia la sua carriera musicale, scrivendo canzoni per l'amico d'infanzia Victor Rådström, cantautore e produttore discografico. Nel marzo del 2012 quest'ultimo gli produce il suo singolo di debutto dal titolo Finders Keepers, sotto l'etichetta discografica 100Songs. La canzone ha raggiunto la Top 100 in Germania e l'artista è stata premiata come miglior artista della settimana dal canale statunitense MTV. 
Sempre nel 2012 pubblica il suo secondo singolo dal titolo Raised in Rain, il quale ha dato anche il titolo al suo primo album uscito l'anno successivo, che ha raggiunto la 13ª posizione in Svezia. Esso contiene altre due tracce di successo, realizzate in collaborazione con il dj russo Zedd: Push, Play (2013) e Find You (2014), commercializzate sotto l'etichetta Interscope Records. Dal 2013 è sotto contratto anche con EMI.

## Discografia

### Album
| 2013 | Raised in Rain - Pubblicato: 2013 - Etichetta: Interscope Records - Formati: Download digitale | 13 |
| 2017 | Bye Bye Blue - Pubblicato: 2017 - Etichetta: Warner Music - Formati:                           |    |
| 2021 | PS jag hatar dig - Pubblicato: 2021 - Etichetta: Warner Music - Formati:                       |    |

### Singoli
| Anno | Titolo                                      |
| ---- | ------------------------------------------- |
| 2012 | Finders Keepers (featuring Victor Rådström) |
| 2012 | Raised in Rain                              |
| 2013 | Push, Play (featuring Zedd)                 |
| 2014 | Find You (featuring Zedd e Matthew Koma)    |